# 卡爾-艾達 (加利福尼亞州)
卡爾-艾達（英語：Cal-Ida）是位於美國加利福尼亞州謝拉縣的一個非建制地區。該地的面積和人口皆未知。

## 地理
卡爾-艾達的座標為39°31′34″N 121°00′57″W / 39.52611°N 121.01583°W，而該地的平均海拔高度為1078米（即3537英尺）。